# Neo (Matrix)
Thomas A. Anderson mais conhecido pelo pseudônimo Neo, é um personagem fictício e o herói da franquia de ficção científica Matrix, interpretado pelo ator canadense Keanu Reeves nos filmes, nos filmes The Matrix, The Matrix Reloaded, The Matrix Revolutions, The Matrix Resurrections e, na animação Animatrix.

## Neo e o mundo da Matrix
Neo vive na Matrix, uma simulação de realidade virtual que emula o mundo no final do século XX. Neste ambiente, a vasta maioria dos seres humanos é mantida conectada desde o nascimento a um gigantesco sistema computacional. Este sistema foi desenvolvido por uma inteligência artificial para subjugar a humanidade, utilizando a energia bioelétrica de seus corpos como principal fonte de energia. As máquinas adotaram essa fonte após a humanidade ter bloqueado a luz solar com armas de destruição em massa, em uma tentativa de vencer a guerra entre ambos. 
Aqueles que vivem suas vidas inteiras na Matrix desconhecem que sua realidade é artificial e ignoram a existência de uma rebelião, travada pelos poucos humanos livres na cidade subterrânea de Zion. Periodicamente, os rebeldes realizam incursões na simulação para libertar mentes escolhidas, uma operação complexa e de alto risco.
Existe uma profecia, na qual alguns rebeldes creem enquanto outros duvidam, que prevê o surgimento de um humano capaz de manipular o código da Matrix, quebrando suas regras físicas e realizando feitos sobre-humanos dentro da simulação. Essa pessoa é chamada de "O Escolhido" (em inglês, The One). Encontrá-lo é a missão de vida de Morpheus, capitão de uma nave da frota de Zion, auxiliado por sua imediata, Trinity. A lenda diz que "O Escolhido" porá fim à guerra perpétua entre homens e máquinas.
Quando a natureza da Matrix é revelada a Neo, ele se junta à resistência humana e, eventualmente, se revela como "O Escolhido". A trilogia Matrix explora o desenvolvimento de suas aptidões para manipular a realidade simulada e sua jornada para cumprir sua missão messiânica como o salvador da humanidade.
O nome "Neo" é um anagrama da palavra inglesa "One" ("Um", em referência a "O Escolhido"), o que funciona como uma pista sobre sua verdadeira identidade na trama.

## Na Matrix
No início do filme, Thomas A. Anderson é um dos milhões de humanos neuralmente conectados à Matrix, inconsciente de que o mundo ao seu redor é uma simulação. Nessa realidade, ele leva uma vida dupla: durante o dia, é programador na respeitável companhia de software Metacortex; à noite, atua como um hacker sob o pseudônimo Neo. Em suas atividades noturnas, ele se depara com menções a algo misterioso chamado "Matrix", o que alimenta uma intuição que o acompanhou por toda a vida e que Morpheus mais tarde descreveria como a sensação de "que há algo de errado com o mundo". 
Nos anos que antecedem a trama, a busca de Neo pela verdade o leva a procurar por uma figura enigmática, considerada um terrorista pelas autoridades: Morpheus. Neo não sabe, contudo, que o próprio Morpheus já o observa há algum tempo, acreditando que ele seja O Escolhido.
Quando a equipe de Morpheus finalmente tenta contatar Neo, a comunicação é interceptada pelas máquinas. Como resultado, ele é localizado quase simultaneamente pela rebelião e pelos Agentes, que são programas sencientes que atuam como guardiões da Matrix. Com a aparência de agentes do governo, sua função é neutralizar qualquer ameaça ao sistema, eliminando humanos que descubram ou exponham a verdadeira natureza da simulação.
Após um breve contato telefônico com Morpheus, Neo é capturado pelos Agentes para um interrogatório. Durante a cena, o Agente Smith analisa o arquivo de Thomas A. Anderson, que detalha sua vida dupla.

### O arquivo do agente
Ao se recusar a cooperar, os Agentes implantam em Neo um dispositivo de rastreamento em seu corpo simulado. Contudo, a ameaça que ele representa ainda é subestimada. Pouco depois, ele é contatado por Trinity, que remove o dispositivo e o leva ao encontro de Morpheus. 
A Anderson, a quem a tripulação se refere como Neo, é oferecida uma escolha: tomar a "pílula azul" e retornar à sua vida cotidiana na ignorância, ou tomar a "pílula vermelha" e descobrir a verdade sobre a Matrix. Ele escolhe a pílula vermelha, uma substância desenvolvida para interromper o sinal que conecta seu corpo à simulação. Ele então acorda desorientado no mundo real: fraco, sem pelos e nu dentro de uma cápsula com um líquido viscoso, conectado por cabos a uma imensa torre. Como as máquinas não têm uso para humanos despertos, seu corpo é automaticamente descartado no sistema de esgoto, de onde Morpheus e sua equipe o resgatam.
A jornada de Neo começa após seu corpo ser recuperado dos anos de atrofia na usina de energia. Quando recupera suas forças, Morpheus lhe revela a verdade sobre a Matrix e o estado desolador do mundo real. Inicialmente, Neo rejeita a informação em choque, mas eventualmente aceita a dura realidade. Morpheus então lhe conta sobre a profecia do Escolhido (The One) e sua crença de que Neo é o homem destinado a libertar a humanidade. Nos dias seguintes, Neo inicia seu treinamento, tornando-se especialista em diversas artes marciais e táticas de combate através de programas carregados diretamente em seu cérebro.
A bordo da nave Nabucodonosor, Neo é levado para conhecer o Oráculo, um programa com poderes premonitórios que reside na Matrix. Ela lhe diz que ele possui o "dom", mas que ainda não está pronto para usá-lo, talvez "em sua próxima vida". Neo interpreta a fala do Oráculo como uma confirmação de que ele não é O Escolhido. Ela também o adverte de que, em breve, ele terá que fazer uma escolha terrível entre sua própria vida e a de Morpheus.
No caminho de volta, o grupo é emboscado, vítima de uma traição de Cypher, um tripulante que revela sua localização aos Agentes em troca de uma vida confortável na Matrix. Na batalha, Morpheus é capturado para que os Agentes possam extrair de sua mente os códigos de acesso ao mainframe de Zion. Consciente de que esta é a escolha prevista pelo Oráculo, Neo decide voltar à Matrix para resgatá-lo, uma missão considerada suicida. Com a ajuda de Trinity, ele invade o prédio onde Morpheus está detido. No telhado, Neo enfrenta o Agente Jones e se desvia de suas balas com uma velocidade sobre-humana, uma proeza até então exclusiva dos Agentes. Após resgatarem Morpheus com sucesso, um feito inédito, sua tripulação passa a acreditar que ele é, de fato, O Escolhido.
Ao chegar a um ponto de saída, Morpheus e Trinity retornam ao mundo real, mas Neo é interceptado pelo Agente Smith e decide enfrentá-lo. Neo luta de igual para igual com o Agente, algo considerado impossível para um humano, mas, percebendo que não pode vencê-lo em um combate direto, foge.
Enquanto corre em direção a outra saída, Neo é baleado fatalmente por Smith. No mundo real, seu corpo sofre uma parada cardíaca. Vendo-o morrer, Trinity se inclina sobre ele e revela a parte final da profecia do Oráculo: que ela se apaixonaria pelo Escolhido. Ela o beija e essa conexão o ressuscita dentro da Matrix. Os Agentes disparam contra Neo, mas ele ergue a mão e para as balas no ar. Ele passa a enxergar a própria estrutura da Matrix como linhas de código verde, ganhando controle sobre ela. Quando o Agente Smith o ataca, Neo bloqueia seus golpes sem esforço, mergulha no corpo do Agente e o destrói de dentro para fora.
Na cena final, Neo é visto fazendo uma ligação dentro da Matrix, deixando uma mensagem para as máquinas. Ele as adverte de que planeja se opor ao sistema, libertando o maior número possível de mentes humanas e mostrando-lhes "um mundo sem regras e controles... um mundo onde tudo é possível".

## The Matrix Reloaded
Aproximadamente seis meses depois dos acontecimentos de The Matrix, surge o segundo filme, The Matrix Reloaded. Neo está totalmente confiante na sua capacidade de manipular o mundo artificial dentro da Matrix - ele pode voar, tem uma enorme força e velocidade, tem habilidades telecinéticas e curativas, e é quase invulnerável. (Link, o novo navegador, comenta sobre Neo usando seus poderes como "dando uma de Superman".) Exceto por esses incríveis poderes, Neo, utilizando a sua visão de código, pode ver através de objetos sólidos como uma visão de raio-x.
Após uma parada em Zion, em que ele fica intimo com Trinity, Neo pede mais conselhos ao Oráculo, dúvidas sobre a sua finalidade, enquanto Zion se prepara para um ataque maciço das Máquinas de mais de 250000 Sentinelas, máquinas cefalópodes que são capazes de voar e matar, e atuam como autônomos procurando e destruindo as naves da frota de Zion. A Oráculo  direciona-o em uma busca para encontrar O chaveiro, uma personificação de um programa da Matrix que tem acesso a numerosas portas dentro do sistema. O chaveiro será capaz de conduzir Neo em segurança para a Fonte, a programação do coração do mundo das máquinas que realmente contém os programas que sustentam a ilusão da Matrix. 
Depois que a Oráculo vai embora, o Agente Smith (agora conhecido simplesmente como Smith) aparece, e uma mudança dramática se torna aparente. De alguma forma, Smith tinha se separado do resto do código da Matrix quando Neo o destruiu, o tornando um homem livre e não mais um agente. O Agente Smith não é mais um agente da Matrix, ele tornou-se mais similar a um vírus, capaz de inserir o seu código em outros sistemas, e infectar outros programas e mentes humanas para fazer repetidas clonagens de si mesmo. Smith e seus clones atacam Neo, que luta de igual para igual com centenas de clones. Vendo que não poderia ganhar a batalha, vai embora.
Trinity, Neo e Morpheus tentam roubar o chaveiro de Merovingian, um programa de computador francês que se disfarça de humano na Matrix, acolhendo programas exilados/defeituosos, tais como lobisomens, fantasmas e outras criaturas sobrenaturais. A sua esposa, cansada do marido, revela ao trio o paradeiro do chaveiro. Neo é atacado pelos guardas de Merovingian. O Escolhido vence, mas Merovingian foge.
O chaveiro explica que duas centrais nucleares na região da Matrix devem ser desativadas em um curto espaço de tempo para desativar a janela do sistema de segurança e permitir a Neo alcançar a fonte. "Apenas o escolhido ("The One") pode entrar nesta porta, e apenas durante o prazo que ela estiver aberta". Esta tarefa foi cumprida, mas não sem a morte do chaveiro e Trinity colocada em perigo mortal pelos Agentes da Matrix, que Neo tem uma visão disto em seus sonhos. Abrindo a porta, Neo encontra-se com o Arquiteto, uma personificação do criador dos sistemas e design das sucessivas versões da Matrix. 
O Arquiteto apresenta a Neo uma explicação radicalmente diferente da de Morpheus, alegando que Neo é realmente o sexto "One". Prossegue, dizendo que Zion foi destruída pelas máquinas cinco vezes antes, e os cinco escolhidos anteriores confrontados com o dilema de permitir que a humanidade seja destruída, ou reiniciando a Matrix e partindo com uma nave. Neo voltaria para Zion e escolheria vinte e três pessoas para o seguirem na construção da Nova Zion (sete machos e dezessete fêmeas). Matrix baseia-se neste ciclo repetido de destruição e recriação, para manter as mentes humanas em uma estrutura estável. É também revelado que Oráculo é a mãe de Matrix, e o Arquiteto pai.
O Arquiteto adverte que todas as vidas humanas dentro e fora da Matrix vão morrer se ele não entrar na porta da Fonte. Neo recusa, e sai do lugar para salvar Trinity.
Juntos, os dois saem da simulação da Matrix e voltam ao mundo real. Neo diz a Morpheus que a Profecia foi apenas mais um sistema de controle usado contra eles, e que a destruição de Zion é algo iminente. No entanto, eles não têm tempo para refletir sobre a sua situação atual, quando um grupo de Sentinelas começa a cercar a nave. Neo e os outros são forçados a abandonar a Nabucodonosor e tentar fazer uma corrida para serem resgatados, pois a nave é destruída pelos Sentinelas. Mas Neo para de repente, se vira para Trynit e diz: "Algo está diferente, posso sentir". Quando os Sentinelas o abordam, Neo descobre um novo talento, que pode influenciar as máquinas no mundo real, exatamente como ele influencia objetos no mundo simulado da Matrix. 
O esforço é extremo, e/ou a ligação tem um efeito demasiado sobre ele: o Sentinela é destruído, e ele cai no chão, inconsciente. Ele e os tripulantes são resgatados pela aeronave Hammer, que estão lidando com outro mistério: Bane, um tripulante de outra nave, que é o único sobrevivente de um ataque das máquinas a uma outra nave de Zion. O corpo de Bane tornou-se infectado por uma cópia do programa Smith e traz Smith para o mundo de Zion através da mente de Bane.

## EmThe Matrix Revolutions
The Matrix Revolutions inicia imediatamente após os eventos do segundo filme. Como resultado de sua luta com os Sentinelas, Neo retorna à consciência em local isolado suspenso só acessível por despacho de Merovingian, na periferia da Matrix, a partir do qual sua mente é incapaz de libertar-se. ordenado pelo Trainman (um empregado do Merovingian), que por ele poderia ficar lá para a eternidade, ele continua aprisionado até ser libertado por Trinity, que ameaça o Merovingian em um impasse mexicano libertando Neo.
Neo determina, através de suas novas habilidades que, na verdade, a profecia da  Oraculo estava correta: O escolhido (The One) deve retornar à fonte para parar a guerra. No entanto, o Arquiteto alterou a profecia e obrigou os antecessores de Neo terminarem o seu caminho com a destruição de Zion e do reinício da Matrix. Após uma última visita a Oráculo, Neo aprende, que não deve se preocupar com os Sentinelas, mas com o Smith, cuja clonagem se multiplicam e não só irá conduzir a uma falha mortal da Matrix, matando todos os seres humanos e os programas dentro dela, Bem como danificar seriamente a própria Cidade das Máquinas. Além disso, baseando-se nas explicações anteriores da Oráculo  acerca da natureza da escolha, Neo aprende que a afrimação do arquiteto de que a sua escolha para salvar Trinity seria inerentemente levar à extinção da humanidade estava incorreta. A Oracle afirma que, "Você e eu podemos não ser capazes de ver além de nossas próprias escolhas, mas que o homem não consegue ver além de qualquer escolha", devido à sua natureza, sendo ela puramente matemática. Neo informando que ele agora tem o poder de escolha para acabar com a guerra e derrotar o Smith, ela diz, "Tudo o que tem um começo tem um fim, Neo". Neo deve retornar à Fonte - neste caso, a fortemente vigiada - cidade das maquinas, na esperança de parar os Sentinelas e Smith. 
A Neo e Trinity é dado o Logos, um aeronave comandada por Morpheus sua ex-amante, Niobe, o que nos parece como um suicida viagem a cidade das Maquinas. Entretanto, o Capitão Roland e os sobreviventes da tripulação de Nabucodonosor Link e Morpheus na aeronave Hammer (Mjolnir), tenta retornar para Zion, agora cercada e diante o ataque das Maquinas. Neo e Trinity são emboscados pelo passageiro clandestino  Bane/Smith, que cega Neo, mas é morto quando Neo descobre que ele ainda pode ver o aura do Smith com um misterioso terceiro olho concedido pelos seus poderes. Neo, com Trinity como piloto, guia o Logos pelas, defesas da cidade das máquinas, mas o esforço do Logos A trombada na terra, traz a Trinity ferimentos fatais que morre, deixando Neo sozinho para enfrentar a cidade das máquinas. 
Neo encontra o Deus Ex-Machina, uma Maquina construída, e permuta  a paz entre homens e máquinas, se ele parar o Smith, que tem impregnado todos os habitantes da Matrix com um clone de si mesmo e não ameace a Matrix apenas com uma sistema falha, mas uma invasão dos Smith infecionados no código da própria cidade das maquinas. A oferta é aceita; Neo entra na Matrix pela última vez, ao descobrir que o programa tem Smith clonou por todo o mundo simulado, e ele transformou em uma borrasca escura onde as cópias de Smith, vivem. Uma das cópias de Smith passa em frente e luta contra Neo, e parece ter finalmente conseguido poderes dentro da Matrix para fazê-lo (Smith assimilou a Oraculo, ganhando seus poderes). Os dois se envolvem num aparentemente batalha sem fim entre as duas forças de igual poder. A luta catastróficas deixa os dois em posição de igualdade, como Smith não conseguia derrotar Neo, enquanto Neo percebeu que não poderia ganhar essa batalha. Tendo nada a perder (com a morte de Trinity), e tudo a ganhar pela humanidade e Machine, Neo intencionalmente sacrifica-se ao Smith Smith e permite a ele a sua vitória para finalmente infectar Neo com o programa Smith e Neo virar de corpo e mente em um clone do Smith. Mas quando ele tem sucesso, Neo/Smith clonado mostra rachaduras no seu pescoço e começa a explodir, e todas as outras encarnações de Smith na Matrix fazem o mesmo. Finalmente, o vírus-  smith é totalmente eliminada do software da Matrix.
Este processo de destruição aparentemente destrói Smith e a consciência de Neo também. Porém há suspeita de neo ter sobrevivido porque ele enxerga a cidade das maquinas enquanto seu corpo é levado pelas Maquinas a cidade das Maquinas, enquanto em Zion as Maquinas interrompem o seu ataque e fogem, em deferência a permita pela paz que Neo propôs. Assim como a paz, Neo também tinha negociado que qualquer mentes humanas que se tornam conscientes da natureza da Matrix terá permitida a liberdade sem interferências. 
Com o fim do filme, vemos um gato preto andando abaixo uma calçada destruída. Ela para, aparece para digitalizar como a própria Matrix é shutdown ou reiniciado, e repete e recomeça o seu funcionamento. (Esta foi uma alusão a uma cena onde Neo vê um gato preto aparece duas vezes em The Matrix, um indício de que algo tenha sido alterado dentro do código da Matrix. Para Neo, isto foi uma experiência de déjà vu). 
Sati, um novo programa criado na Matrix, desperta, reúne-se com a Oraculo, e cria um colorido amanhecer em homenagem ao Neo. Sati pergunta se vamos ver Neo novamente. A Oráculo  diz, "eu tenho suspeitas que sim".

## Poderes e habilidades
Neo tem o seu início do código fonte da Matrix, conhecido como o Programa Prime. Isto dá-lhe a capacidade de manipular a realidade simulada da Matrix, uma habilidade que ele utiliza como diferentes super-poderes. 
O poder que ele apresenta na maioria das vezes é a telecinese, que permite Neo levite, mova, eleve, e até mesmo divida objetos. Ao levitar o próprio Neo pode voar em velocidades surpreendentes e saltar grandes distâncias. Embora sua velocidade nunca é especificada, ele voa a partir da montanha herdade de Merovingian à rodovia "Sul 500 milhas", em menos de 15 minutos, o que implica que a sua "a velocidade de cruzeiro" é superior a três vezes o velocidade do som. A sua velocidade de vôo é mais exemplificado pela sua capacidade de "voar mais rápido" que uma  explosão de fato acontecer, enquanto ele voa, os objetos ao seu redor tendem ficar distorcidos, ou esmagados; as emissões sônicas na esteira tem o poder de anular direção de veículos pesados. 
Além disso, Neo possui uma força sobre-humana e agilidade, e é capaz de gama de ataques que mataria ou incapacitaria um ser humano normal com relativa facilidade. Contudo, a sua força e resistência tem limites. Mesmo que ele pudesse bloquear uma espada com a ponta do seu dedo, ele recebeu um pequeno corte, indicando (como o Merovingian salientou), que ele ainda era humano, apesar de sua competência. Sua resistência também é finita: quando confrontado por massas de clones do Smith no segundo filme, Neo foi forçado a fugir, em vez de continuar lutando, e após a saída da Matrix, ele apareceu visivelmente cansado e sem respiração. 
Ele também pode esquivar de balas de um modo semelhante ao Agents (ou detê-las abertamente com sua telecinese). Neo também possui a capacidade de executar uma série sem precedentes de programas de  combate simultaneamente; ele é, portanto, um mestre de todos as artes marciais conhecidas, incluindo Kung Fu, Karate, Esgrima, e Taekwondo (Contudo, as séries de ações em combates de Keanu Reeve, assim como todo o elenco, enfatizam o Wushu). 
Ele tem demonstrado a capacidade de curar as pessoas na Matrix, mesmo ao ponto de revivê-las quando recentemente falecidas (embora a dimensão e os limites dessa capacidade não sejam conhecidos) e de um pequeno tipo de precognição. Este tem sido descrito como "ver o mundo sem tempo", ou imagem possíveis futuros como um jogador de xadrez olhando vários movimentos futuros. 
No mundo real, Neo tem um certo grau de conectividade sem fio com o sistema da Matrix: ele pode sentir a presença das máquinas, e até mesmo interferir na sua função. Aparentemente, devido ao seu estatuto como escolhido (The One), que tem uma ligação direta à fonte, e, portanto, pode também afetar as máquinas ligadas a ele. Além disso, depois que ele fica cego na luta contra o Smith/Bane, Neo recebe a habilidade de ver tudo ligado à fonte, incluindo a própria cidade das maquinas, como silhuetas de luz dourada. 

## Online
No início da sequência do MMORPG The Matrix Online, fragmentos dispersos do código do RSI '(Residual Self Image) de Neo foram encontrados nos organismos de agentes impostores que aparecem por toda a cidade durante o capítulo 1.1. 
Quando detidos, esses fragmentos ecoaram algumas das reflexões finais de Neo durante o efeito da pílula vermelha. Não demorou muito para que de cada uma das três principais organizações políticas pós-guerra dentro da Matrix percebesse a eventual importância desses fragmentos e começasse a lutar entre si para reunir o máximo possível. 
Com uma grande quantidade de fragmentos de Neo, Zion reuniu seus especialistas em codificação e tentou recriar o RSI, no entanto, eles foram apenas parcialmente capazes de fazê-lo, e mesmo assim, ele ficou essencialmente imperfeito. 
O Oráculo revelou que uma sociedade secreta de exilados conhecida apenas como The Shapers são os únicos capazes de reunir os fragmentos de forma significativa e que devem ser protegidos contra os agentes corruptos. 
Mais tarde, no capítulo 1,2, Morpheus afirma que as Maquinas nunca devolveram a forma física a Neo (Thomas Anderson real em um corpo real) para Zion, as não ser que eles se "reciclem" (uma referência ao primeiro filme, em que Morpheus diz a Neo que as máquinas liquefazeram os falecido ocupantes do Matrix para fornecer sustento orgânico para seus habitantes). 
Houve também um jornal encontrado em uma das missões do jogo detalhado, que uma mulher que de repente e inesperadamente acordada deixa o hospital sem uma palavra. O nome da mulher era Sarah Edmontons, que é um anagrama de Thomas Anderson. Isto foi recentemente confirmado como não sendo um fio solto como MxO escritor Paul Chadwick "tinha esquecido [SIC] no jornal". 
A partir de Abril de 2007, um RSI transmissão aparecendo a ser a de Morpheus tem aparecido em toda a cidade de forma aleatória Neo alegando que ainda está vivo e que ele é cativo das maquinas. No entanto, estas transmissões recentemente revelam ser uma manobra feita pelo Exido conhecido como O General, planejamento semear discordância entre as pilulas vermelhas de Zion e as máquinas. 